# Olivia de Havilland
Olivia de Havilland (Tokió, Japán, 1916. július 1. – Párizs, Franciaország, 2020. július 26.) kétszeres Oscar-díjas amerikai színésznő.

## Élete
1916-ban, Tokióban született, ahol angol édesapja a Vaszeda Tudományegyetemen a jog professzora volt. Húga, Joan Fontaine (születési nevén Joan de Beauvoir de Havilland) ugyancsak Oscar-díjas színésznő. A harmincas években kezdett Olivia színészettel foglalkozni, első filmszerepét 1935-ben a Alibi Ike című filmben kapta.
Olivia de Havillandet öt alkalommal jelölték az Oscarra, 1947-ben a Kisiklott élet 
(To Each His Own) című filmért, majd 1950-ben a The Heiress című filmért el is nyerte a rangos díjat.
1940-ben Oscar-díjra jelölték a legjobb női mellékszereplő kategóriájában az Elfújta a szél című filmben játszott alakításáért (Melanie Hamiltont alakította).
Utolsó szerepét 72 évesen, a The Woman He Loved (1988) című filmben játszotta.
Olivia de Havilland 2016-ban lett 100 éves, ezután is jó egészségi állapotnak örvendett, 103. születésnapján biciklizett is egy fénykép erejéig. 2020. július 26-án, 104 évesen hunyt el párizsi otthonában, álmában érte a halál. 

## Magánélete
Kétszer házasodott, 1946 és 1953 között Marcus Goodrich, majd 1955 és 1979 között Pierre Galante felesége volt.

## Filmográfia
- 1935: Alibi Ike
- 1935: The Irish in Us
- 1935: Szentivánéji álom

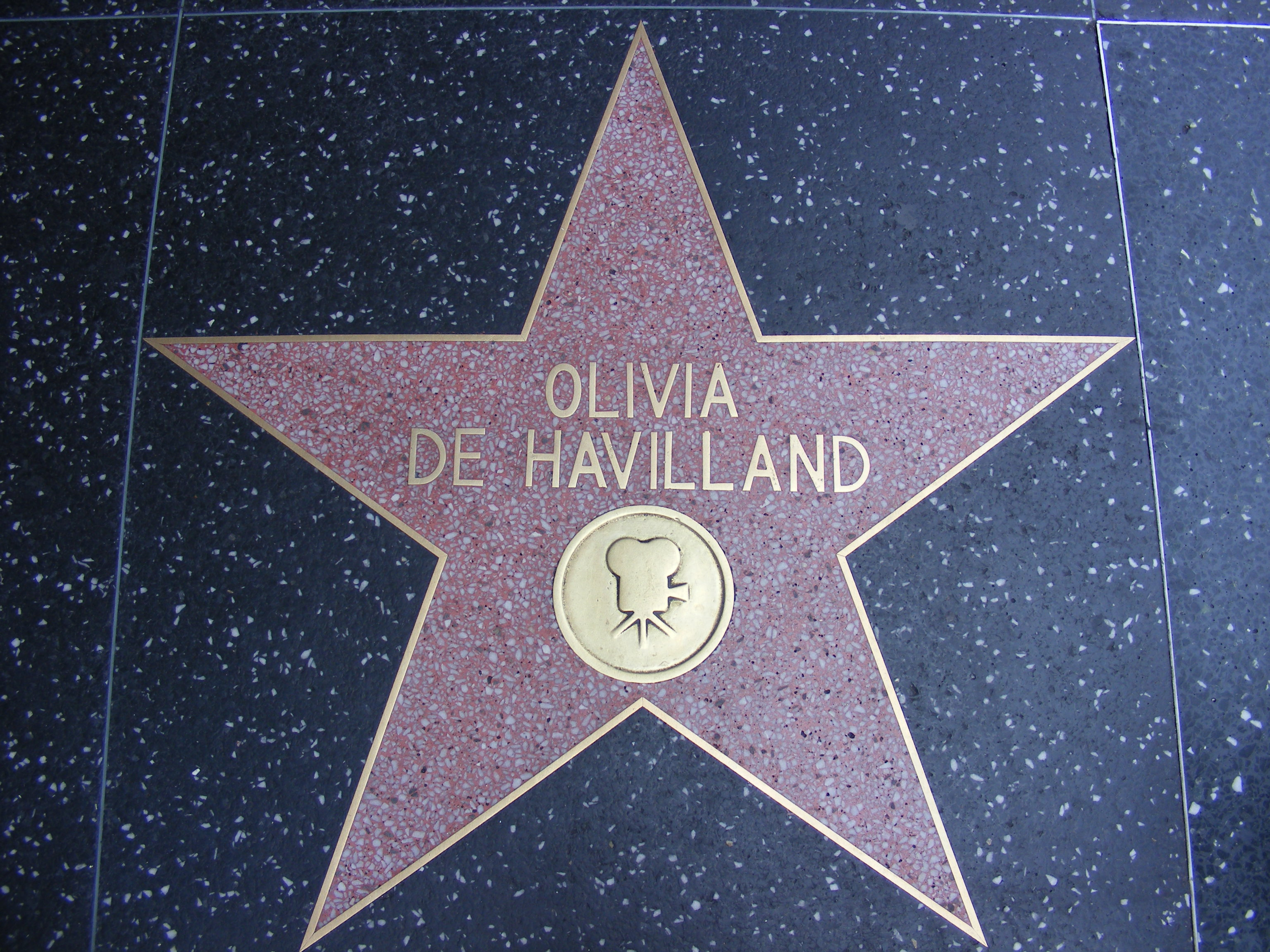
Olivia de Havilland csillaga a Walk of Fame-en

- 1935: Blood kapitány (Captain Blood)
- 1936: Anthony Adverse
- 1936: The Charge of the Light Brigade)
- 1937: Call It a Day
- 1937: Szerelmet akarok (It's Love I'm After)
- 1937: Gáláns kaland (The Great Garrick)
- 1938: Gold Is Where You Find It
- 1938: Robin Hood (The Adventures of Robin Hood)
- 1938: Hajnali esküvő (Four's A Crowd)
- 1938: Milliomos szobalány (Hard to Get)
- 1939: Szárnyas tengerészek (Wings of the Navy)
- 1939: A holnap hősei (Dodge City)
- 1939: Szerelem és vérpad (The Private Life of Elizabeth and Essex)
- 1939: Raffles, a frakkos betörő (Raffles)
- 1939: Elfújta a szél (Gone With the Wind)
- 1940: My Love Came Back
- 1940: Út Santa Fébe (Santa Fe Trail)
- 1941: Az eper-szőke (Strawberry Blonde)
- 1941: Parancsolj a csillagoknak (Hold back the Dawn)
- 1941: Az utolsó emberig (They Died with Their Boots On)
- 1942: The Male Animal
- 1942: Nővéremtől mindent (In this Our Life)
- 1943: Thank Your Lucky Stars
- 1943: Princess O’Rourke
- 1943: Government Girl
- 1946: Kisiklott élet (To Each His Own)
- 1946: Devotion
- 1946: The Well-Groomed Bride
- 1946: The Dark Mirror
- 1948: Kígyóverem (The Snake Pit)
- 1949: Az örökösnő (The Heiress)
- 1952: My Cousin Rachel

- 1955: That Lady

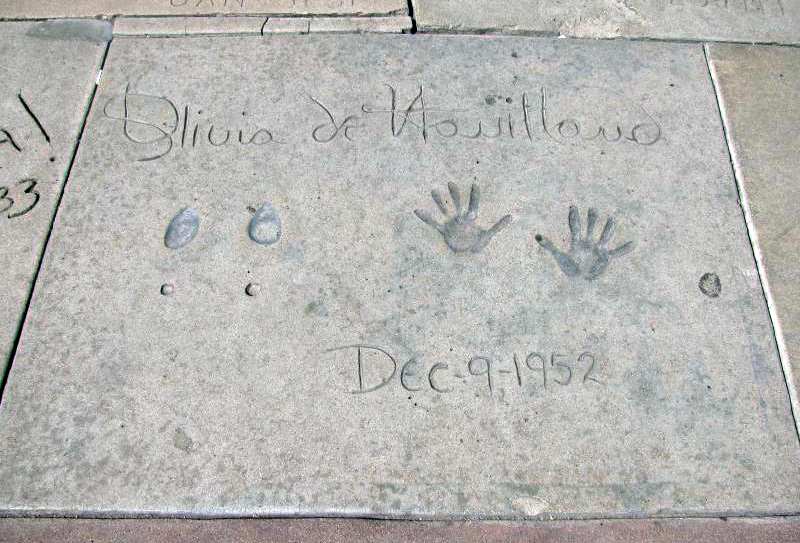
Olivia de Havilland tenyérlenyomata

- 1955: Nem úgy, mint egy idegen (Not As A Stranger)
- 1956: The Ambassadors Daughter
- 1958: Proud Rebell
- 1959: Libel
- 1962: Fény a Piazzán (Light on the Piazza)
- 1964: Nő csapdában (Lady in a Cage)
- 1964: Csend, csend, édes Charlotte (Hush...Hush, Sweet Charlotte)
- 1965: The Big Valley (TV)
- 1966: ABC Stage 67 (TV)
- 1968: The Danny Thomas Hour (TV)
- 1969: The Screaming Woman (TV-film)
- 1970: Szerencsevadászok (The Adventurers)
- 1972: Johanna nőpápa (Pope Joan)
- 1977: Airport ’77
- 1978: Rajzás (The Swarm)
- 1979: Roots: The Next Generations (TV)
- 1979: Az ötödik muskétás (The Fifth Musketeer)
- 1981: Szerelemhajó (The Love Boat)(TV-film)
- 1982: Gyilkolni könnyű (Murder Is Easy)
- 1982: The Royal Romance of Charles and Diana (TV-film)
- 1985: Észak és dél – 2. könyv (North and South)
- 1986: Anasztázia (Anastasia: The Mystery of Anna) (TV)
- 1988: A nő, akit szeretett (The Woman He Loved) (TV)

## Emlékezete
- Alakja felbukkan (említés szintjén) Kondor Vilmos magyar író Budapest novemberben című bűnügyi regényében.